# Die Musterknaben 3 – 1000 und eine Nacht
Die Musterknaben 3 – 1000 und eine Nacht ist eine für das ZDF produzierte deutsche Kriminalkomödie des Regisseurs Ralf Huettner aus dem Jahr 2003. Es handelt sich dabei um den letzten Teil der dreiteiligen gleichnamigen Filmreihe mit Jürgen Tarrach und Oliver Korittke in den Hauptrollen.

## Handlung
Docker und Dretzke, Kriminalhauptkommissare der Rauschgiftfahndung des LKA Düsseldorf, stehen vor ihrem dritten Fall. Docker soll einen todkranken indischen Maharadscha doubeln und verliebt sich dabei in das Kindermädchen. Durch eine durchgeknallte Verkehrskontrolle Dretzkes verhindern die beiden nolens-volens einen Anschlag auf den Thronfolger, und folgern korrekt, dass die Leibwächter die Drahtzieher sein müssen. Die Musterknaben greifen so wohltuend in die Weltgeschichte ein.

## Produktionsnotizen
Die Musterknaben 3 – 1000 und eine Nacht wurde von Dieter Ulrich Aselmann durch die neue deutsche Filmgesellschaft produziert. Auf dem Internationales Filmfest Oldenburg hatte der Film am 5. September 2003 seine Uraufführung. Die Erstausstrahlung fand am 29. September 2003 zur Hauptsendezeit im ZDF statt.